# Piotr Podlipniak
Piotr Sebastian Podlipniak (ur. 1973) – polski muzykolog, dr hab. nauk humanistycznych, profesor nadzwyczajny Instytutu Muzykologii Wydziału Historycznego Uniwersytetu im. Adama Mickiewicza w Poznaniu.

## Życiorys
Studiował muzykologię na Uniwersytecie im. Adama Mickiewicza w Poznaniu, natomiast 13 czerwca 2005 uzyskał doktorat za pracę pt. Uniwersalia jako problem badawczy muzykologii, 17 maja 2016 habilitował się na podstawie pracy zatytułowanej Instynkt tonalny. Koncepcja ewolucyjnego pochodzenia tonalności muzycznej.
Objął funkcję adiunkta w Katedrze Muzykologii, oraz profesora nadzwyczajnego w Instytucie Muzykologii na Wydziale Historycznym Uniwersytetu im. Adama Mickiewicza w Poznaniu.

## Publikacje
- 2008: Music as a Medium of Communication. Two Visions of Musicology[2]
- 2009: Music: a natural phenomenon or a cultural invention? A few remarks on the currancy of the polemic and its musicological consequences[2]
- 2015: Instynkt tonalny. Koncepcja ewolucyjnego pochodzenia tonalności muzycznej[2]